# Jema
Pour les articles ayant des titres homophones, voir Jemaa, Gemma, Jemma et Sylvie M. Jema.
Jema est une ville du Ghana, capitale du district du Kintampo sud.